# Vlag van Maryland (Liberia)

Vlag van Maryland

De vlag van Maryland, een county van Liberia, bestaat net als alle veertien andere Liberiaanse vlaggen met de nationale vlag van Liberia in het kanton. De vlag is, net als alle andere vlaggen, verleend door toenmalig president William Tubman, bij gelegenheid van zijn 70e verjaardag, op 29 november 1965.
De bovenste en onderste baan zijn geel, de middelste baan van de vlag is een boom en een vuurtoren op een klif.
De symboliek van de vlag is: Gele banen stonden ook in de vlag van de Republiek Maryland, totdat die zich in 1857 met Liberia verenigde.

De vlag van de Republiek Maryland (1854-1857)